# لئون راشام
لئون راشام (به انگلیسی: Leon Russom) (زادهٔ ۶ دسامبر ۱۹۴۱ در لیتل راک، آرکانزاس) بازیگر آمریکایی است. او در مجموعهٔ تلویزیونی فرار از زندان نقش‌آفرینی کرده‌است. وی در سال ۱۹۹۱ نامزد دریافت جایزهٔ اِمی شد.
او در فیلم اسب‌های تازه نفس بازی کرده است.